# New Hampton, England
New Hampton var en civil parish från 1858 till 1987 då den blev en del av Hatfield and Newhampton, i grevskapet Hereford and Worcester (nu Herefordshire), i England. Civil parish var belägen 8 km från Leominster och hade 7 invånare år 1971.